# David Emundi Corylander
David Emundi Corylander, född 1622 i Hässleby församling, Småland, död 29 augusti 1676 i Normlösa församling, Östergötlands län, var en svensk präst.

## Biografi
David Corylander föddes 1622 i Hässelby församling. Han var son till bonden Emund Svensson och Elisabet Andersdotter. Corylander blev 1645 student vid Uppsala universitet och prästvigdes 14 oktober 1654. Han blev 1655 kyrkoherde i Normlösa församling. Corylander var orator vid prästmötet 1667 och blev 1674 kontraktsprost i Vifolka kontrakt, samt Bobergs kontrakt. Han avled 1676 i Normlösa församling.

### Familj
Corylander gifte sig 6 december 1654 med Anna Grubb (född 1626). Hon var dotter till kyrkoherden Petrus Clementis i Normlösa församling. De fick tillsammans barnen tullinspektorn Emund Corylander i Pernau, Elisabet Corylander (född 1659) som var gift med kyrkoherden Johannes Olin i Normlösa församling, vice häradshövdingen Anders Corylander (född 1662), Brita Corylander (född 1664) som var gift med Jöns Ryding och Petrus Corylander (1665–1683).